# 잉그리드 쇼뱅
잉그리드 쇼뱅(Ingrid Chauvin, 1973년 10월 3일 ~ )은 프랑스의 배우이다.

## 출연 작품
- 더 캅, 디 엑스 앤드 디 이디엇 (2012)
- 코드네임 더 몰 (2007)